# Kurt Weißenfels
Kurt Weißenfels (13. června 1920 Adorf – 13. ledna 1998) byl východoněmecký fotbalista a trenér.

## Hráčská kariéra
Do roku 1948 hrál v rodném Adorfu. Poté strávil jeden rok v Saské Kamenici a od roku 1949 nastupoval za Stendal, jehož je nejlepším střelcem v rámci nejvyšší východoněmecké soutěže. V sezoně 1951/52 se stal s 27 brankami nejlepším střelcem ligy NDR – o titul se podělil s Rudolfem Krausem.

### Ligová bilance
| Ročník           | Zápasy | Góly | Klub                   |
| ---------------- | ------ | ---- | ---------------------- |
| I. liga 1949/50  | 1      | 2    | BSG HW Stendal         |
| I. liga 1950/51  | 29     | 14   | BSG Lokomotive Stendal |
| I. liga 1951/52  | 35     | 27   | BSG Lokomotive Stendal |
| I. liga 1952/53  | 32     | 24   | BSG Lokomotive Stendal |
| I. liga 1953/54  | 28     | 12   | BSG Lokomotive Stendal |
| II. liga 1954/55 | 26     | 34   | BSG Lokomotive Stendal |
| I. liga 1955     | 6      | 1    | BSG Lokomotive Stendal |
| I. liga 1956     | 18     | 10   | BSG Lokomotive Stendal |
| I. liga 1957     | 6      | 1    | BSG Lokomotive Stendal |
| II. liga 1958    | 5      | 3    | BSG Lokomotive Stendal |
| I. liga 1959     | 8      | 0    | BSG Lokomotive Stendal |
| CELKEM I. LIGA   | 163    | 91   |                        |
| CELKEM II. LIGA  | 31     | 37   |                        |

## Trenérská kariéra
Po skončení hráčské kariéry se stal trenérem. V letech 1960–1970 byl hlavním trenérem Lokomotive Stendal a tamtéž působil jako asistent mezi lety 1970 a 1977.